# Quinault (Volk)

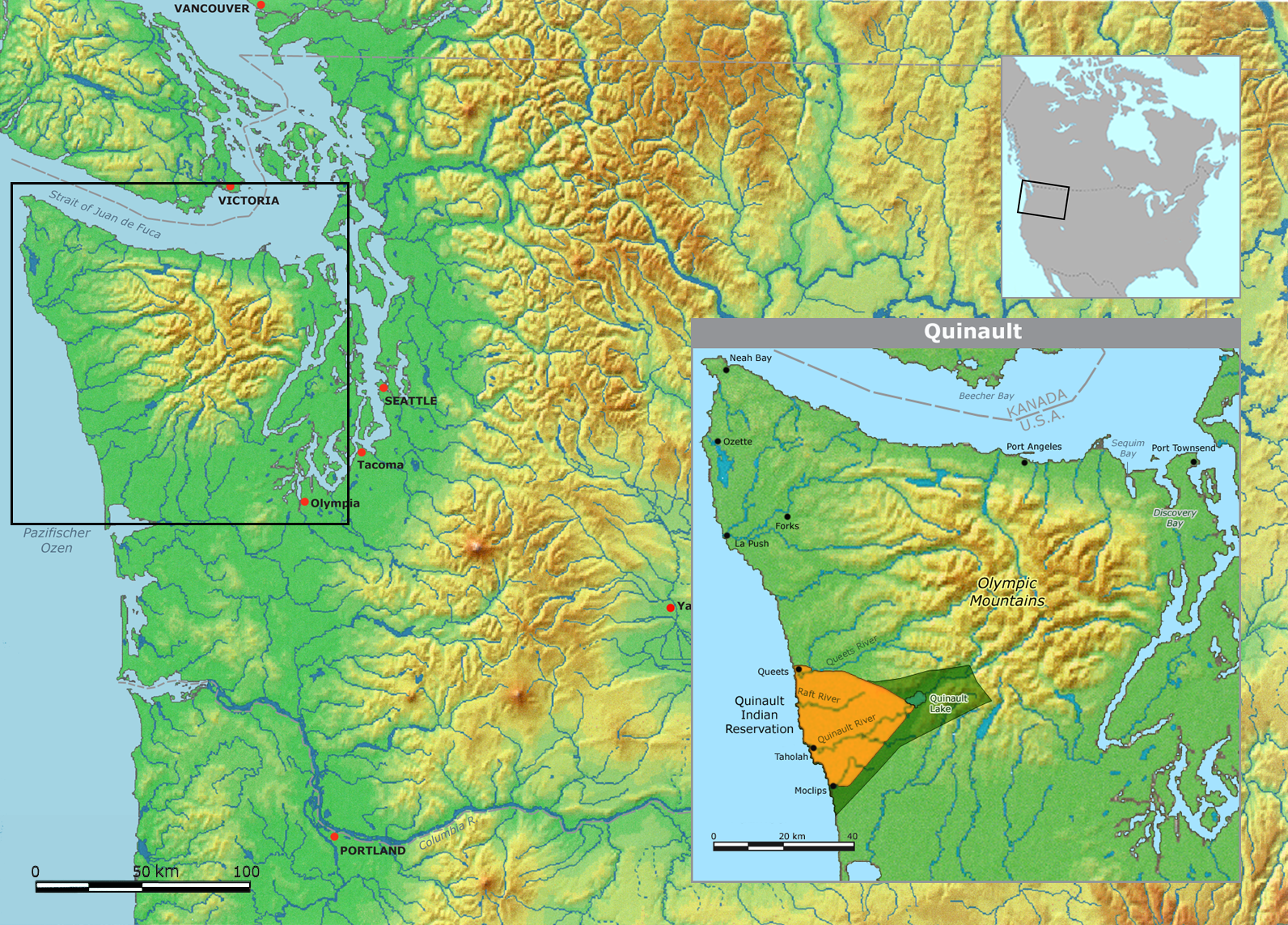
Traditionelles Territorium der Quinault und heutige Reservation

Die Quinault (auch Qinaelt) sind ein im Westen des US-Bundesstaats Washington lebender indianischer Stamm mit rund 2.500 Angehörigen. Sie sprechen einen Dialekt der südwestlichen Küsten-Salish und leben im Tal des Quinault Rivers und an der Pazifik-Küste zwischen Raft River und Joe Creek auf der Olympic-Halbinsel.
Der Name des Stammes geht auf ein Dorf an der Mündung des Quinault River zurück.

## Geschichte
Die Quinault Indian Nation bestand aus den beiden Stämmen der Quinault und der Queet sowie Nachkommen anderer Küstenstämme, wie der Quileute, Chehalis, Chinook und Cowlitz.
Kulturell standen die Quinault zwischen den auf Meeressäuger spezialisierten Makah und den Küsten-Salish der Juan-de-Fuca-Straße im Norden, und den Lachse fangenden südlicheren Gruppen am Unterlauf des Columbia.
Der Riesen-Lebensbaum (Western Red Cedar) versorgte sie mit Holz für Kanus, Fasern für Kleidung, Planken für Häuser und vieles mehr. 
Der Adel des Stammes bevorzugte eine abgeflachte Kopfform, und daher wurden die Köpfe dieser Kinder bereits früh entsprechend verformt.

### Erste Kontakte mit Weißen
Die erste Berührung mit Weißen hatten die Quinault am 13. Juli 1775, als sie ein spanisches Schiff angriffen. Die beiden spanischen Schiffe Nuestra Señora de Guadalupe (kurz: Señora) und die Santiago waren ausgeschickt worden, um die Pazifikküste zu erforschen und sie der spanischen Krone zu unterstellen. Unter der Führung von Bruno de Hezeta landeten die Spanier in der Nähe des heutigen Grenville Bay und beanspruchten das Gebiet im Namen des Vizekönigreichs Peru als Nueva Galicia. Bruno de Hezeta, Pater Benito de la Sierra, Don Cristobal Revilla, Don Juan Gonzales und Juan Perez waren damit die ersten Weißen, die die Gegend des späteren Washington-Territoriums betraten. Den Ort der Zeremonie in der Grenville Bay benannten sie nach dem spanischen Vizekönig Rada de Bucareli. Die Santiago unterstand dabei Bruno de Hezeta, die Señora Bodega y Quadra.
Die Landungsstelle wurde von den Spaniern Punta de los Martires genannt, weil Quinault-Krieger, nach der Beschreibung des Bruno de Hezeta ohne Anlass, sieben der Leute, die von der Señora zur Beschaffung von Wasser und Brennholz ausgeschickt hatte, umbrachten. An dieser Stelle befindet sich heute der Ort Point Grenville. Bodega ließ die auf Kanus angreifenden Quinault-Krieger mit Kanonen beschießen, wobei mehrere von ihnen ums Leben kamen.
Doch die Verluste auf Seiten der Indianer sollten viel gravierender sein. Der Historiker Robert Boyd hat geschätzt, dass in den 1770er Jahren die Pocken so heftig unter den Indianern des späteren Bundesstaates Washington wüteten, dass dieser Krankheit 11.000 der 37.000 Bewohner erlagen. (Siehe auch: Pockenepidemie an der Pazifikküste Nordamerikas ab 1775)
Lewis und Clark schätzten im Jahre 1805 etwa 800 eigentliche Quinault und 200 Calasthocle. Noch 1854 glaubte der weiße Siedler James Swan, die flussaufwärts lebenden Quinault hätten noch nie einen Weißen gesehen.

### Der Quinault-Vertrag
Die Quinault unterzeichneten am 1. Juli 1855 den als Quinault River Treaty bekannten Vertrag mit dem Indianeragenten M. T. Simmons. Am 25. Januar 1856 unterzeichnete Gouverneur Isaac Stevens den gleichen Vertrag wie die Quileute, in dem ihr Reservat (reservation) festgelegt wurde. Noch heute ist unklar, ob die beiden Oberhäuptlinge bereits vorher eine solche Position innehatten, oder ob sie nur zur Unterzeichnung des Vertrags dazu erhoben wurden. Daher ist die Frage, ob es überhaupt solche Oberhäuptlinge bei den Quinault gab, ungeklärt. In den 1860er Jahren wurden Truppen in einem Blockhaus am Quinault stationiert.
Per Anordnung wurde die Reservation am 4. November 1873 erweitert. Sie umfasste ca. 842 km² und lag im nordwestlichen Grays Harbor County und im südwestlichen Jefferson County. Sie bildete einen keilförmigen Landstrich an der Pazifikküste unterhalb des Lake Quinault auf beiden Seiten des Quinault Rivers. 

### Erste Siedler
In den 1880er Jahren zogen erstmals Weiße in größerer Zahl in das Land. Am 17. Februar 1892 genehmigte der Präsident die Verteilung des Landes, die mit den letzten der insgesamt 2.340 Genehmigungen im Jahre 1933 beendet wurde. Jetzt gab es kein Stammesland mehr. Die Quinault lehnten Farmarbeit ab und wollten ihre Kinder nicht zur Schule schicken.
1885 soll es nur noch 102 Quinault gegeben haben, 1888 nur noch 95. Der Zensus von 1910 jedoch ermittelte 288 Quinault, wahrscheinlich inklusive der Quaitso oder Queet. 1923 zählte das Indian Office 719 Bewohner in der Quinault Reservation, gemeinsam mit mehreren anderen Stämmen, doch die Schätzung für 1937 ergab allein 1.228 Quinault. Die Bewegungen von Familien, die mehreren Stämmen angehörten, und die sich zwischen diesen Verwandtschaftsgruppen bewegten, sind nur schwer, häufig gar nicht mehr zu klären.
Am 14. November 1903 versammelten sich die Quinault in Granville und verfassten eine Petition, in der sie Kompensationen für Ansiedlungen und für die Landverluste durch eine Eisenbahnlinie forderten. San-le-tum – Häuptling Mason –, der Traditionelle Oberhäuptling, Johnson Wakenas, Joseph 
Capoeman, Harry Shale, Tethlolah (auch Billie Mason genannt) waren die Oberhäupter (headmen) des Stammes die die Petition unterschrieben.

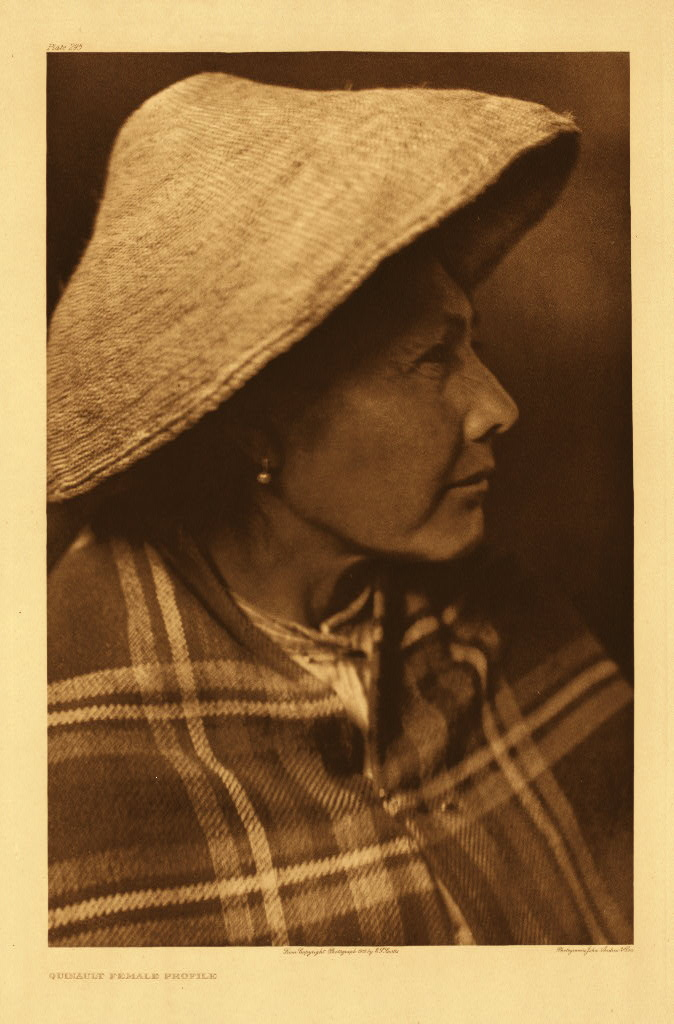
Quinault-Frau, Edward Curtis ca. 1912

Ab 1907 durften auch Queet und Quileute im Reservat der Quinault leben, ab 1911 gestattete der Kongress dies auch Hoh und Ozette. 1932 räumte der Oberste Gerichtshof auch den Chehalis, Chinook und Cowlitz dieses Recht ein. Dabei wurden insgesamt bis 1933 genau 2.340 Wohngrundstücke (allotments) vergeben, so dass das gesamte Reservat nun in privatem Besitz war.
1916 erreichte Johnson Waukenas die Ausweitung des Unterrichts in der Taholah Day School über die Grundstufen hinaus. Bis dahin mussten Schüler, die mehr lernen wollten, zur Cushman Indian School in Puyallup gehen, oder zur Chemawa Indian School in Salem, Oregon. In den 20er Jahren wurde er Sprecher des Stammes beim Bureau of Indian Affairs.
Weiterhin weigerten sich die meisten Quinault Bauern zu werden, und viele verweigerten den Schulbesuch. Häuptling Wakeenus erklärte, er würde eher hängen, als seine Kinder zur Schule zu schicken („I would rather hang than send my children to school.“).
In den 30er und 40er Jahren versuchten die Quinault erstmals, vom beginnenden Tourismus zu profitieren. So eröffneten Florence und Charles Strom ein Restaurant, das Riverside Cafe, das mit dem Ausbau der Straße von Moclips nach Taholah neue Besucher anzog. Die Familie war Mitglied der Indian Shaker Church.
Mattie Howeattle, die 1861 geboren wurde, überlieferte einen erheblichen Teil der Familienlieder und -geschichten. Da sie bei den Küsten-Salish häufig einer Familie gehörten, verkündete sie grundsätzlich den Namen des Eigentümers, bevor sie begann zu erzählen. Sie verstarb im Alter von 106 Jahren.

## Aktuelle Situation
Das geschäftsführende Komitee des Stammes arbeitet bis heute unter den Bestimmungen vom 24. August 1922. Es akzeptierte den Indian Reorganization Act von 1934, doch es erfolgte keine Reorganisation. 
1975 übernahmen die Quinault eine neue Verfassung, in der die Macht an ein elf Mitglieder umfassendes Business Committee übertragen wurde. Für das Land, das die Queet, die Quileute, die Hoh und die Quinault im Quinault-River-Vertrag abgetreten hatten, wurden ihnen 25.000 Dollar gezahlt. 
Der Stamm unterhält ein Casino und ein Touristenzentrum bei Ocean Shores, das Quinault Beach Resort. Dazu kommt eine kleine Fischindustrie in Taholah, viele arbeiten in der Holzindustrie.
Seit 1990 üben die Quinault eine eigene Regierungsgewalt aus (self governance). Der Stamm besitzt eine Reservationspolizei, ein Stammesgericht mit einem Oberrichter und damit verbundener Rechtsprechung. Heute ist Fawn R. Sharp Präsidentin der Quinault Indian Nation in Taholah.
In diesem Ort am US-Highway 109, dazu in Queets am Highway 101 lebt die Mehrheit der Reservatsbewohner. 1984 zählte der Stamm 1.623 Mitglieder, 1989 bereits 2.260. Die Quinault Nation hatte im Jahr 2000 genau 2.453 eingetragene Mitglieder. 1988 (?) sperrte der Stamm mehrere Meilen seines Gebiets entlang der Küste, weil es dort zu für den Stamm untragbaren Zuständen gekommen war. 
Die Bewohner der zehn anderen Stämme im Reservat verbanden sich 1968 zur Quinault Allottees Association. Diesem Verband gestand der Oberste Gerichtshof zu, dass er die Vereinigten Staaten wegen Missmanagements verklagen durfte, obwohl die Gruppe nicht als Stamm anerkannt war.